# Barcita cometas
Barcita cometas là một loài bướm đêm trong họ Noctuidae.